# Federația de Fotbal din Arabia Saudită
Federația de Fotbal din Arabia Saudită (arabă الاتحاد السعودي لكرة القدم) este corpul guvernator principal al fotbalului în Arabia Saudită. A fost fondată în 1959.
Fondatorul este Prințul Abdullah Bin Faisal  AL Saud .